# Leptura kubani
Leptura kubani là một loài bọ cánh cứng trong họ Cerambycidae.